# Voilà l'été
Voilà l'été est une chanson du groupe Les Négresses vertes parue en 1988.  

## Accueil
C'est le premier single de l'album Mlah.
Il s'agit du premier succès du groupe qui le rend célèbre dès le premier album, en France mais aussi en Angleterre,.

## Thème des paroles
Le titre évoque les citadins restées en ville (« Le métro sue, tout devient purulent/Dans ses souliers, le passager abruti ») qui se console comme il peut de ne être parti dans le sud ( « Rillettes sous les bras, j’avance dans la rue/J’pense à ces cons qui s’font chier dans l’Midi/ […] La mer quelle saloperie/Et sur les routes le danger, ça vous tue ».